# Гибридная почта
Гибридная почта (англ. Hybrid mail) — бумажная почта, доставляемая получателю с применением электронных средств. 
В данном случае заказчик направляет почтовому оператору электронные документы с адресами получателя и отправителя, которые впоследствии распечатываются в бумажном виде в ближайшем к получателю почтовом офисе, упаковываются в конверты и доставляются получателю в максимально короткий срок. Это с одной стороны позволяет снизить затраты заказчика на отправку корреспонденции, например, большого количества счетов или извещений, а с другой стороны дает возможность почтовому оператору предоставить удобные и качественные услуги по доставке бумажной корреспонденции.

## Интересные факты
- Гибридная почта составляет около 25% бумажной почты в Италии[2].